# Canal Brecknock
El canal Brecknock es la parte más occidental del canal Beagle donde se une al canal Cockburn. Es uno de los canales fueguinos que corre por unas 28 millas desde la isla Aguirre hasta el extremo oeste de la bahía Desolada donde toma el nombre de canal Ballenero.
Administrativamente pertenece a la Región de Magallanes y Antártica Chilena, Provincia de la  Antártica Chilena, comuna Cabo de Hornos. El canal queda dentro del parque nacional Alberto de Agostini.
Desde hace aproximadamente 6000 años hasta mitad del siglo XX sus costas fueron habitadas por los pueblos kawésqar y yámana. A comienzos del siglo XXI este pueblo había sido prácticamente extinguido por la acción del hombre blanco.

## Recorrido

Extremo oeste de la Tierra del Fuego.

El canal Brecknock es la parte más occidental del canal Beagle. Mide unas 28 millas de largo, siendo su curso bastante sinuoso. Se extiende desde el extremo oeste de la isla Aguirre, donde se une con el canal Cockburn, hasta la entrada oeste de bahía Desolada donde pasa a denominarse canal Ballenero.
Su ribera norte la forman la costa sur de la península Brecknock y las islas Aguirre y Brecknock. Por el lado sur están las islas del grupo Camden: Astrea, London y Sidney además de las islas Georgiana , Basket y Macías.
Las tierras de ambos lados del canal son desoladas con montañas de altura considerable, azotadas permanentemente por los fuertes vientos del SW, lo que impide el desarrollo de vegetación, la que solo existe en lugares muy abrigados. 
La parte oriental del canal es más angosta que la occidental, con algunas rocas en su curso. La creciente tira hacia el este con mayor fuerza que la vaciante que tira hacia el Pacífico.

## Historia
Desde hace unos 6000 años sus aguas eran recorridas por los pueblo kawésqar y yámanas, nómades canoeros, recolectores marinos. Esto duró hasta mediados del siglo XX en que prácticamente ya habían sido extinguidos por la acción del hombre blanco.
A fines del siglo XVIII, a partir del año 1788 comenzaron a llegar a la zona los balleneros, los loberos y cazadores de focas ingleses y estadounidenses y finalmente los chilotes.
Desde el 28 de enero de 1830 hasta el 16 de febrero del mismo año, durante la expedición inglesa del comandante Phillip Parker King, el HMS Beagle bajo el mando del comandante Robert Fitz Roy estuvo fondeado en puerto Townshend ubicado en el extremo SE de la isla London. La causa de tan larga permanencia fue que los indígenas del sector le robaron una embarcación y él decidió buscarla mientras aprovechaba de explorar y levantar las costas circundantes. y
Durante el año 1901 el crucero Presidente Pinto de la Armada de Chile efectuó trabajos de levantamiento hidrográfico en el canal.
En 1917 en un trabajo etnológico Charles Wellington Furlong se señala que, aunque la presencia de alacalufes se podía registrar en ocasiones hasta el territorio yámana del Canal Murray, al oeste de la Isla Navarino, la península de Brecknock y el canal que corre junto a ella "era una tremenda barrera para la intercomunicación entre estas dos tribus (alacalufe y yámana)". Pues pasar "en frágiles canoas el lado de barlovento de los fruncidos acantilados de la península de Brecknock era algo sólo para los más audaces o en apuros", por lo que, en opinión de este autor, este paso habría sido la frontera tradicional entre las dos etnias.

## Geología y orografía
Por la constitución del suelo, las islas por las que corre el canal parecen pertenecer al período terciario. Constituyen la continuación del extremo sur de América. Las montañas de dichas islas, separadas por grandes cataclismos que formaron las depresiones que llenó después el mar, pertenecen al sistema andino; las llanuras ofrecen gran analogía con las estepas de la Patagonia. 
Bajo el punto de vista de su orografía y relieve el archipiélago fueguino se divide en dos secciones: la zona insular o cordillerana y la zona pampeana. El canal Brecknock está en la zona cordillerana o insular.

## Clima y vientos
La región por la corre el canal Brecknock está expuesta a la fuerza de los vientos del oeste debido a su falta de reparo y proximidad al océano Pacífico. Frecuentemente se encuentra en ella tiempo tempestuoso con cerrazones y chubascos de gran violencia, especialmente en el sector occidental, desde el canal Cockburn hasta la isla Georgiana. Por ello se recomienda a las naves pequeñas que empleen el canal Ocasión cuando naveguen en ese sector.

## Mareas y corrientes
La corriente de marea tira con fuerza desde la isla Astrea hacia la isla Aguirre. En la parte oriental del canal las corrientes de marea, sin ser peligrosas, producen revesas y rayas. La creciente tira hacia E con mayor fuerza que la vaciante.

## Rocas e islas

### Rocas entrada occidental
En su entrada occidental, sobre el océano Pacífico existe un extenso sector en el que se encuentra un numeroso grupo de rocas sobre las cuales la mar rompe con violencia constantemente. Estos grupos son:
1.- Las rocas Barcazas; es el grupo más extenso, cubre una superficie de 4,5 nmi por 2,5 nmi. Está situado al SSW de la isla Furia.
2.- Las rocas Furias del Weste y Furias del Este. Las Furias del Weste están ubicadas directamente al sur y a 3 nmi de las rocas Barcazas. Las Furias del Este están situadas al SE de las anteriores y al WNW del cabo Schomberg y 3 nmi de distancia.
3.- La roca Middle que está localizada a medio camino entre las rocas Furias del Weste y del Este.
4.- Las rocas Tussac, son dos, situadas a la cuadra de la isla Astrea y a 3 nmi de distancia.
5.- Las rocas Charcot, son dos, ubicadas al 248° y a 4,5 nmi de la punta Miguel de la isla Aguirre.
6.- Roca León destacada al NW de la isla Astrea y a 1,5 nmi de distancia.

### Islas Camden
Mapa de las islas
Hacia afuera y al sur de la península Brecknock se encuentran las islas o grupo Camden que forman el lado sur del canal Brecknock.
Las islas principales del grupo de W a E son: Astrea, London y Sidney. Entre ellas se forman pasos y canales bastante anchos pero no son recomendables para la navegación.

### Isla Astrea
Esta isla junto con la roca León son las últimas tierras del grupo Camden hacia el oeste. Mide 2½ millas de largo y está separada de la isla London por un canalizo angosto y sucio. Todo su contorno está rodeado por numerosas rocas en las que la mar rompe continuamente. 
A 3¼ millas al oeste de su extremo N, en pleno canal Cockburn, se encuentran dos rocas afloradas llamadas Tussac que son un excelente punto de referencia para los navegantes que desean navegar dicho canal.

### Isla London
Es la más grande de las islas Camden. Mide 8½ millas en su eje más largo y 3 millas en el más ancho. De relieve y contorno muy irregulares. Es alta y montañosa. En su sector NW se alza el pico San Pablo de 734 metros de alto y al SE el pico Horacio de 488 metros.
En su extremo SE se encuentra el puerto Townshend y también corre el paso Pratt que la separa de la isla Sidney. El lado oriental de la isla forma una parte del lado sur del canal Brecknock.

### Isla Sidney
Está ubicada como 1 milla al SE de la isla London y separada de esta por el paso Pratt. Mide 5 millas en su lado más largo y 2 millas en su parte más ancha. Igual que la isla London es alta y montañosa. Tiene un pico de 380 metros.

### Isla Georgiana
Se encuentra 6 millas al este de la isla London, al sur de la península Brecknock y al norte de la isla Clementina de la que está separada por un canal muy angosto. Mide 3,3 millas en su mayor largo por 2 millas de ancho. Forma parte de la costa sur del canal Brecknock, costa que es limpia. Por su lado este corre el paso Prieto que la separa de la isla Basket.

### Isla Clementina
Se encuentra inmediatamente al sur de la isla Georgiana de la que la separa un angosto canal. Tiene 2 millas de ancho por 1½ millas de largo. Por su costado oeste se encuentra la pequeña isla Andrés y por su lado este está el paso Prieto que la separa de la isla Basket. Su costa sur da forma al canal Unión que la separa de la isla Sidney.

### Isla Andrés
Es una pequeña isla de 1 milla de largo por 0,8 millas de ancho. Está ubicada al oeste de la isla Clementina, separada de esta por un canal sin nombre. Su costado oeste forma parte del costado sur del canal Cockburn. Su costa sur está separada de la isla Sidney por el canal Unión.

### Isla Basket
Está ubicada al este de las islas Georgiana y Clementina, separada de estas por el paso Prieto. Forma parte del costado sur del canal Brecknock. Tiene 4 millas de largo por 3 millas de ancho. Su relieve es bastante elevado e irregular. Tiene un cerro de 560 metros de altura, cerro Tres Picos.
El extremo SE de la isla lo constituye el cabo Desolación característico por sus varios picachos además que marca el término de la bahía Desolación por el occidente . En la costa NW se forma caleta Basket y en su lado E se abre bahía Murray.

### Isla Macías
Está al SE de la isla Brecknock. De contornos irregulares. Sus costas oriental y sur son sucias y desprenden islotes y rocas hasta una considerable distancia. El canalizo que la separa de la isla Basket, a pesar de su ancho de 1 milla, no es navegable.

### Isla Marsh
Se encuentra a 1 milla al este de la isla Macías. Tiene 70 metros de altura. Señala la entrada oriental del canal Brecknock y el comienzo de la bahía Desolada del canal Ballenero. 
Entre las islas Macías y Marsh existen islotes y rocas que impiden su navegación.

### Isla Brecknock
Se encuentra ¾ de milla al NE de la isla Basket. Está en el lado norte del canal Brecknock. Mide 1¾ millas de alto y 1¾ millas de ancho. En su relieve sobresale el monte Brecknock de 701 metros de alto. Su extremo sur es el cabo Atracadero que con la punta oeste de la isla Macías de la que dista solo 400 metros, forman el llamado paso Aguirre que es la parte navegable más angosta del canal.
En su extremo SW se desprende un cascada notable. En su lado oeste hay un canal sin nombre.

## Bahías

### Bahía Murray
Mapa de la bahía
Se encuentra en el lado SE de la isla Basket. Como característica del lugar hay una cadena de altos picachos, que forman un anfiteatro en cuyo fondo se encuentra la bahía, uno de ellos, llamado Tres Picos tiene 581 metros de alto.

## Pasos y canales

### Paso Pratt
Separa el lado SE de la isla London de la costa oeste de la isla Sidney, Tiene un largo de 5 millas y un ancho aproximado de 1 milla y une el canal Brecknock con el océano Pacífico.

### Canal Unión
Separa la costa norte de la isla Sidney de los lados sur de las islas Andrés y Clementina. Tiene una orientación NW-SE y une el canal Brecknock con el océano Pacífico. Es bastante ancho, 1,5 millas y profundo.

### Paso Prieto
Es un corto paso que separa los lados este de las islas Georgiana y Clementina del lado oeste de la isla Basket. Une el canal Brecknock con el canal Unión.

### Paso Aguirre
Es el estrecho paso que se forma entre el cabo Atracadero, extremo sur de la isla Brecknock y la punta W de la isla Macías. Tiene 400 metros de ancho pero que se ve disminuido a solo 160 metros útiles para la navegación por la existencia de un bajo fondo de 4 metros en bajamar, el bajo Bevan, que se encuentra en el centro del canal.
Entre la boya que señala el bajo Bevan y el cabo Atracadero pueden pasar naves de cualquier calado.

## Puertos y caletas

### Puerto Townshend
Se encuentra en el extremo SE de la isla London, Es fácilmente reconocible por el pico Horacio de 488 metros de alto que se alza 1½ millas al NW de él. Tiene ½ milla de saco, su entrada queda reducida a solo 500 metros por un islote que hay en medio del acceso.  El mejor surgidero está en 16 a 18 metros de agua con fondo de fango. 
Es abierto a los vientos del 1° y 2° cuadrante, los vientos del 3er. cuadrante provocan fuertes williwaws en el fondeadero por lo que es considerado como un mal puerto.

### Caleta Basket
Mapa de la caleta
Es de tamaño pequeño. Se encuentra en la costa NW de la isla Basket. Su acceso es expedito y fácilmente reconocible por profunda garganta que se ve en la parte alta de los cerros que están frente al fondeadero que tiene 20 metros de agua con fondo de conchuela.

## Penínsulas

### Península Brecknock
Artículo principal: Península Brecknock
Es el extremo occidental de la isla Grande de Tierra del Fuego. Su dirección general es WNW. Frente a su costa oeste se encuentra a corta distancia la isla Aguirre de la que la separa el canal Ocasión. Frente a la costa sur y suroeste se encuentran las islas del grupo Camden y la isla Georgiana, de las que la separa el canal Brecknock.
Su costa es muy irregular y recortada por numerosos senos de los que podemos nombrar el seno Ocasión, el seno Término y el seno Aragay.